# Châteaubernard
Châteaubernard ist eine südwestfranzösische Gemeinde mit 3793 Einwohnern (Stand 1. Januar 2022) im Département Charente in der Region Nouvelle-Aquitaine.

## Lage
Die Gemeinde Châteaubernard liegt auf etwa 27 Metern Höhe ü. d. M. und ist etwa 3,5 Kilometer (Fahrtstrecke) in nördlicher Richtung vom Zentrum der Stadt Cognac getrennt. Der sehenswerte Nachbarort Gensac-la-Pallue liegt etwa 6,5 Kilometer südöstlich.

## Bevölkerungsentwicklung
| Jahr      | 1968 | 1975 | 1982 | 1990 | 1999 | 2006 | 2017 |
| Einwohner | 3486 | 3852 | 3957 | 3769 | 3536 | 3869 | 3714 |

Bei der ersten Volkszählung in Frankreich im Jahre 1793 hatte der Ort 252 Einwohner; Ende des 19. Jahrhunderts waren es um die 1000. Erst nach dem Zweiten Weltkrieg stieg die Einwohnerzahl deutlich an.

## Wirtschaft
Die Landwirtschaft und vor allem der Weinbau spielten in den Dörfern der Charente immer schon eine wichtige Rolle. Während Getreide, Gemüse und Ölsaaten (Sonnenblumen) vorwiegend für den eigenen Bedarf angebaut wurden, konnte man mit dem Wein- (später auch Branntwein-) Export nach England, Schottland und andere Länder Nordeuropas gutes Geld verdienen, wobei sich allerdings die Weinbauern mit dem geringeren Teil des Verdienstes begnügen mussten. Heute gehört das Südufer der Charente bei Châteaubernard zur Lage der Grande Champagne innerhalb des großen Anbaugebiets der Cognac-Weine. Durch den Bau der Luftwaffenbasis Cognac-Châteaubernard (BA 709) sowie der Ausweisung einer Industriezone (zone industriel) und zweier Gewerbegebiete (zones commerciales) hat sich die Wirtschaftskraft der Gemeinde in den letzten Jahrzehnten eher dorthin verlagert.

## Geschichte
Prähistorische (siehe Dolmen de la Combe des Dames) und römische Spuren wurden auf dem Gebiet der heutigen Gemeinde entdeckt. Im Mittelalter – vielleicht schon in gallorömischer Zeit – war die Gegend eher dünn besiedelt, wie es die im 12. Jahrhundert erbaute Komturei des Templerordens beweisen; von einem Kirchenbau ist hingegen nichts bekannt. Während der Französischen Revolution hieß der Ort – um jedwede Erinnerung an die verhasste Feudalzeit zu tilgen – Bernard de Champagne.

## Sehenswürdigkeiten

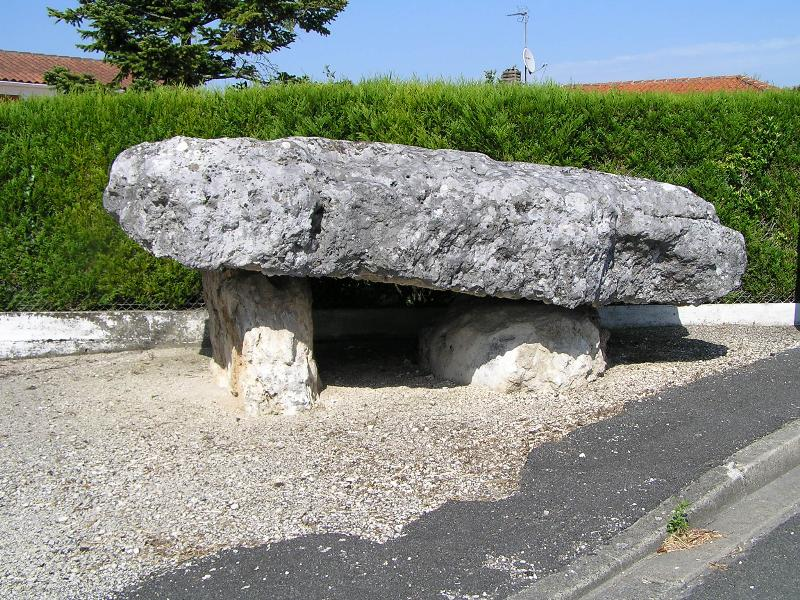
Châteaubernard – Dolmen Pierre levée

- Der Pierre levée genannte Dolmen dürfte der Zeit um 3.500 v. Chr. zuzurechnen sein. Er besteht nur aus zwei Tragsteinen (Orthostaten) und einem Deckstein; der rechte Tragstein scheint umgekippt zu sein, wodurch die Deckplatte in eine Schräglage geriet. Ob das zur Megalithkultur gehörende jungsteinzeitliche Bauwerk ehemals größer war, ist nicht bekannt.
- Die heutige Pfarrkirche war ehemals der turm- und apsislose Sakralraum einer Templerkomturei des 12. Jahrhunderts; lediglich ein zweibogiger Glockengiebel überhöht die ansonsten völlig dekorlose Westfassade. Ähnlich wie im Nachbarort Salles-d’Angles stammt der romanische Bau aus der Mitte des 12. Jahrhunderts und wurde – nach der von König Philipp IV. betriebenen Zerschlagung des Templerordens durch drei päpstliche Bullen von Clemens V. aus den Jahren 1307 bis 1312 – auf den Johanniterorden übertragen; spätestens seit dem 16. Jahrhundert wird er als Pfarrkirche genutzt und erhielt einen Sakristeianbau aus kleineren und nur grob behauenen Steinen.

## Partnergemeinden
- Oñati, Gipuzkoa, Baskenland (Spanien)
- Durbach, Ortenaukreis, Baden-Württemberg (Deutschland)